# Télésiclès
Télésiclès (en grec ancien Τελεσικλῆς / Télésiclès) est un noble de l'île de Paros vivant entre les VIIIe siècle av. J.-C. et VIIe siècle av. J.-C., père du poète  élégiaque Archiloque. 

## Notice biographique
Natif de l'île de Paros, membre de la classe supérieure de Paros, c'est une esclave nommée Enipo qui le rend père d'Archiloque. Télésiclès dirige une première opération de colonisation de Thasos en -684 ; Télésiclès et son fils ont tous deux consulté l'oracle de Delphes sur leur avenir. Il semblerait que le grand-père ou le père de Télésiclès, marié à Cléobie, prêtresse de Déméter, ait déjà participé à l'introduction de cette déesse sur Thasos à la fin du VIIIe siècle av. J.-C.. Archiloque n'accompagna pas son père lors de la fondation de la colonie en -684. Il s'y serait rendu au cours d'une deuxième campagne guerrière, vers -664. 